# Тест «Перепутанные линии»
Тест «Перепутанные линии» (Тест переплетённых линий) — психологическая методика, направленная на измерение устойчивости и концентрации внимания.

## История создания
Впервые данный тест был предложен А.Реем в 1958 году. Данный тест представлял собой 16 переплетенных ломанных линий. В 1980 году данная методика была модифицирована К. К. Платоновым. В данной модификации эта методика используется в настоящее время.
Методика «переплетенные линии» направлена на измерение степени устойчивости зрительного внимания при его сосредоточении и влияния длительной работы на концентрацию внимания.

## Стимульный материал
Стимульный материал представляет собой 25 перепутанных линий, которые начинаются с левой стороны бланка и заканчиваются с его правой стороны. С левой стороны все линии пронумерованы от 1 до 25. Задачей испытуемого является проследить ход следования каждой линии по порядку и в той клетке, где она заканчивается, указать номер линии. Испытуемому не разрешается использовать вспомогательные средства (такие как карандаш, палец) для прослеживания линии.

## Инструкция
Инструкция испытуемому: «Перед Вами на бланке ряд перепутанных между собой линий. Каждая из них начинается слева и заканчивается справа. Ваша задача — проследить каждую линию слева направо и в той клетке, где она заканчивается, проставить ее номер. Начинать нужно с линии 1, затем перейти к линии 2 и т. д. до конца. Следить за линиями надо только глазами; помогать себе пальцами, карандашом нельзя. Старайтесь работать быстро и не делать ошибок».
Одной из модификаций данной методики является выполнение задания в течение 7 минут. В данном случае фиксируется только количество правильных ответов за установленное время.

## Обработка и интерпретация данных
Обработка и интерпретация.
При обработке результатов фиксируются такие показатели как: общее затраченное время на выполнение задания (t), число неправильных ответов — ошибок (b).
По этим показателям высчитывается коэффициент концентрации (Q) и коэффициент дефицита концентрации (Dk) по следующим формулам:
{\displaystyle Q={\frac {(a-b)\cdot t}{a}}}
Где a = 25 — количество линий в бланке, b — количество ошибок (количество неправильно прослеженных линий), t — время, затраченное на выполнения задания, Q — коэффициент концентрации.
Показатель дефицита концентрации (Dk) рассчитывается по формуле:
{\displaystyle Dk=t-Q}
При отсутствии дефицита внимания Dk будет равен нулю. Данный показатель оценивает, как качественные, так и количественные нарушения произвольного внимания.
Высокие показатели Dk свидетельствуют о низкой устойчивости внимания.
Также фиксируется время, за которое испытуемый прослеживает каждые пять линий (с 1 по 5, с 6 по 10, с 11 по 15, с 16 по 20, с 21 по 25). Показатель темпа выполнения задания даёт возможность судить о влиянии длительной работы, а именно устойчивости концентрационного внимания при длительном выполнении задания.

## Применение
Основными сферами применения данного теста является детская психодиагностика; психология спорта; оценка персонала; определение индивидуальных качеств профессионала; оценка безопасности производства. Этот тест может быть использован в оценке динамики функционального состояния работника для оценки влияния трудовой нагрузки на работоспособность субъекта труда. Для этого испытуемый проходит тест «Перепутанные линии» до начала работы, при выполнении работы и после её завершения.